# 毛足飛鼠
毛足飛鼠（學名：Belomys pearsoni、英語名：hairy-footed flying squirrel）是一種飛鼠，毛足飛鼠屬（Belomys）下唯一物種，生活於海拔1500到2400公尺的地區。
毛足飛鼠可見於喜馬拉雅東部山區、東南亞，以及中國大陸南部和台灣。由於親緣關係與複齒鼯鼠（Trogopterus xanthipes）相當接近，因此有些分類學家將其歸類為複齒鼯鼠屬（Trogopterus）。